# Hematuria

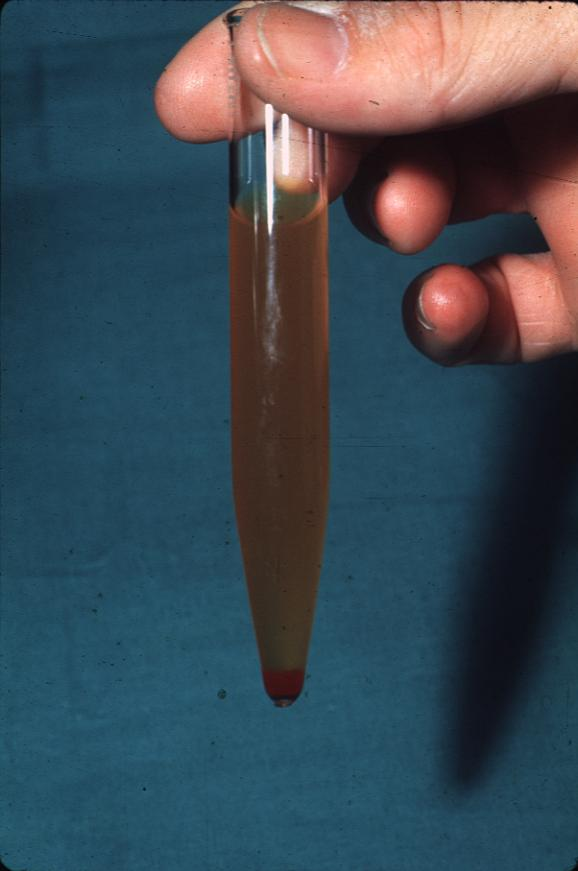
Hematuria widoczna w próbce moczu

Hematuria, krwiomocz – obecność erytrocytów w moczu, w liczbie przekraczającej 5 sztuk/μl. Wyróżnia się następujące rodzaje krwiomoczu:
- mikrohematuria, gdy obecność czerwonych ciałek krwi może zostać stwierdzona tylko laboratoryjnie → zobacz krwinkomocz.
- makrohematuria, gdy mocz wykazuje zabarwienie dostrzegalne gołym okiem. Zwykle wystarcza ilość 0,2 ml krwi na 500 ml moczu.

Można wyróżnić także:
- erytrocyturia (krwinkomocz) powstaje w wyniku: mechanicznego uszkodzenia naczyń krwionośnych w drogach moczowych, bakteryjnego lub toksycznego uszkodzenia kanalików nerkowych, albo  w wyniku zażycia większej ilości leków m.in. penicylina, fenacytyna, chinina[1].
- hemoglobinuria może być wynikiem częściowej hemolizy części krwinek w naczyniach obwodowych na skutek zatrucia organizmu: arsenem, grzybami, hydrochinonem, sulfonamidami, fenylohydrazyną itd.[1]

Krwiomocz jest najważniejszym, budzącym niepokój objawem pochodzącym z dróg moczowych. Jego przyczyna może być idiopatyczna (gdy pomimo badań diagnostycznych pozostaje nieznana i nie powoduje żadnych konsekwencji zdrowotnych dla pacjenta), jak również znana – w przypadku rozpoznanych schorzeń.

## Przyczyny
Do przyczyn krwiomoczu należą:
- Łagodny rodzinny krwiomocz
- Kamica nerkowa
- Rak pęcherza moczowego
- Rak nerki
- Zapalenie pęcherza moczowego
- Kłębuszkowe zapalenie nerek
- Uraz

- Schistosomiaza układu moczowego

- Napadowa nocna hemoglobinuria – rzadka choroba spowodowana rozpadem krwinek czerwonych w nocy, gdy spada pH krwi
- zatrucia[1]

## Postępowanie
Każde wystąpienie krwiomoczu wymaga dokładnego postępowania diagnostycznego, mającego na celu wykrycie źródła powodującego krwawienie. Objawy towarzyszące krwiomoczowi ułatwiają rozpoznanie przyczyny krwawienia, np. wystąpienie bólu może być pomocne w lokalizacji źródła krwawienia.
W przypadku wystąpienia niepokojących objawów związanych z układem moczowym należy bezzwłocznie skontaktować się z lekarzem.

## Klasyfikacja ICD10
| kod ICD10   | nazwa choroby                     |
| ----------- | --------------------------------- |
| ICD-10: N02 | Nawracający i uporczywy krwiomocz |
| ICD-10: R31 | Krwiomocz, nieokreślony           |